# (20589) Hennyadmoni
(20589) Hennyadmoni (1999 RQ168) – planetoida z pasa głównego asteroid okrążająca Słońce w ciągu 4,16 lat w średniej odległości 2,58 j.a. Odkryta 9 września 1999 roku.